# Chillán Viejo
Chillán Viejo es una comuna de la zona central de Chile, ubicada en la Provincia de Diguillín, Región de Ñuble, cual conforma junto a la ciudad de Chillán, la Conurbación Chillán. Desde su fundación, en 1995, se autodenomina Cuna de la Patria debido a que el lugar donde se dice nació Bernardo O'Higgins se encuentra ubicado en dicha comuna. 
Junto con todas las comunas de Ñuble forman el Distrito Electoral N° 19 y pertenece a la 16.ª Circunscripción Senatorial (Ñuble).

## Historia

### Primera comuna
La comuna de Chillán Viejo fue originalmente establecida en 1895. Sin embargo, a raíz de una reforma administrativa durante la dictadura de Carlos Ibáñez del Campo, la comuna fue fusionada con la comuna de Chillán desde el 1 de febrero de 1928.

### Segunda comuna
La comuna de Chillán Viejo fue restaurada en 1995 bajo el mandato de Eduardo Frei Ruiz-Tagle.
El nombre del sector de Chillán Viejo data de 1835, cuando un terremoto azotó la ciudad obligando a trasladar la urbe a su actual emplazamiento, dejando al antiguo Chillán a la deriva. Sin embargo, con el pasar de los años, la nueva área urbana sería fusionada con la antigua, creándose una conurbación.
La comuna posee tres de los cuatro puntos geográficos considerados como lugares exactos de la fundación de la ciudad, la primera de 1580 y la segunda de 1655 ubicadas en el sector de El Bajo, mientras que la tercera de 1741 en el sector del Alto de la Horca, correspondiente al actual plano damero de Chillán Viejo.

## Medio ambiente

### Geomorfología y componentes abióticos

Trazado simplificado de los ecosistemas y cuerpos de agua presentes en la comuna de Chillán Viejo.

La comuna de Chillán Viejo se encuentra emplazada en la unidad geomorfológica de Llano central fluvio-glacio-volcánico; donde se enclava sobre una estructura tectónica del Periodo Terciario, exactamente entre el Holoceno y el Pleistoceno, en la parte del Valle Longitudinal de Chile. Morfológicamente el terreno corresponde a sedimentos fluvioglaciales, conformados por la acción del río Chillán que atraviesa la comuna.
Según la clasificación climática de Köppen, la comuna presenta un clima mediterráneo de lluvia invernal (Csb). Esta además se halla en la cuenca hidrográfica de río Itata. Además, la comuna posee diversos cuerpos de agua, entre los que se destacan el río Chillán y río Larqui.

### Componentes bióticos
Dentro del territorio de la comuna se pueden hallar los siguientes ecosistemas:
- Bosque esclerófilo mediterráneo interior donde predominan Lithrea caustica y Peumus boldus (En peligro)
- Bosque esclerófilo psamófilo mediterráneo interior donde predominan Quillaja saponaria y Fabiana imbricata (En peligro crítico)

### Medidas de protección ambiental y conflictos socioambientales
Hasta 2022, la comuna de Chillán Viejo no cuenta con áreas destinadas a la protección ambiental.

## Demografía
Según el censo de 2017, la comuna de Chillán Viejo tiene una superficie de 291,8 km² y tenía una población de 30 907 habitantes, por lo que tenía una densidad de 105,9 habitantes por km². La población comunal correspondía al 1,02% de la Región del Biobío.
Del total de la población de la comuna, en 2002 el 85,3% correspondía a población urbana y el 14,7% a población rural. La totalidad de la población urbana se encuentra en la ciudad de Chillán Viejo, centro administrativo de la comuna.
La ciudad de Chillán Viejo forma parte de la conurbación Chillán que en el censo de 2002 tenía una población total de 165 528 habitantes.

### Localidades
Estas son las localidades con sus respectivos habitantes correspondientes al Censo de 2002:
- Chillán Viejo, capital comunal, 18 827 habitantes.
- Rucapequén, 776 habitantes.
- Los Colihues, 453 habitantes.
- El Quillay, 237 habitantes.
- Santa Elisa, 178 habitantes.
- Nebuco, 154 habitantes.
- Llollinco, 120 habitantes.
- Proyecto O'Higgins, 70 habitantes.
- Larqui, 44 habitantes.

## Administración
La administración de la comuna corresponde a la Ilustre Municipalidad de Chillán Viejo, cuya máxima autoridad es el alcalde Jorge del Pozo Pastene (Independiente ex PRSD) . El alcalde es asesorado por el concejo municipal, integrado en el periodo 2021-2024 por los concejales:
- Patricio San Martín Solís (PRSD)
- Nelson Ferrada Chávez †[nota 1] (PS)
- Rafael Palavecino Troncozo (PS)
- Carlos Molina Morales (DC)
- Evelyn Baltierra Sánchez (PPD)
- Manuel Sepúlveda Fuentes (UDI)

## Economía
En 2021, la cantidad de empresas registradas en Chillán Viejo fue de 1.520. El Índice de Complejidad Económica (ECI) en el año 2018 fue de 0,12, mientras que las actividades económicas con mayor índice de Ventaja Comparativa Revelada (RCA) fueron Servicios de Transporte Escolar (245,71), Fundición de Metales no Ferrosos (214,39) y Servicios de Forestación (143,42).

## Sitios de interés

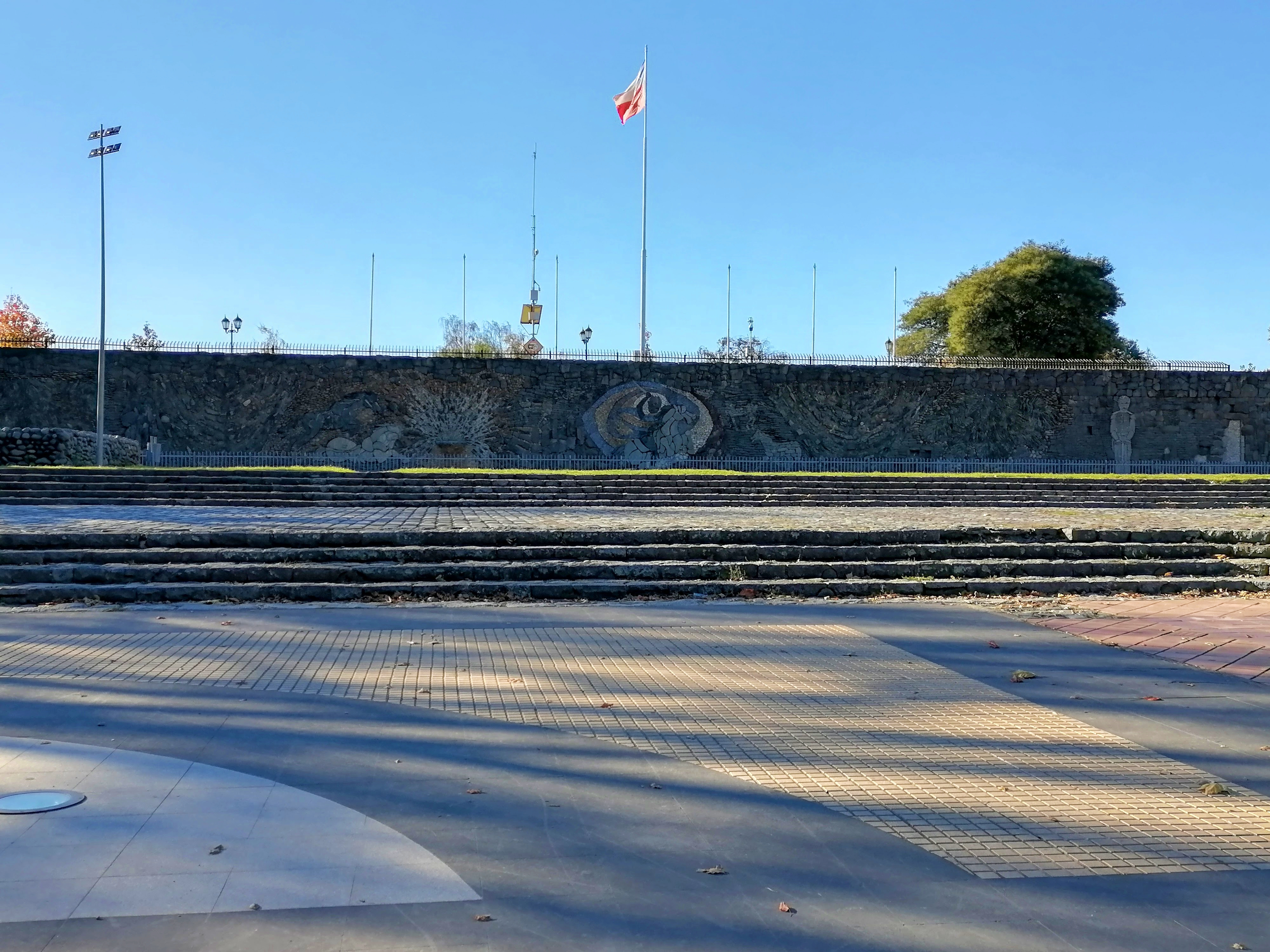
Mural de María Martner a Bernardo O'Higgins en Parque Monumental Bernardo O'Higgins

Chillán Viejo posee el Parque Monumental Bernardo O'Higgins, un área verde que es denominado como lugar de nacimiento del prócer chileno, en su interior conserva las tumbas de su madre Isabel Riquelme y su hermana Rosa O'Higgins, un centro cultural y un mural que fue declarado Monumento Nacional y su entorno declarado Zona Típica en 2015.

## Deportes

### Fútbol

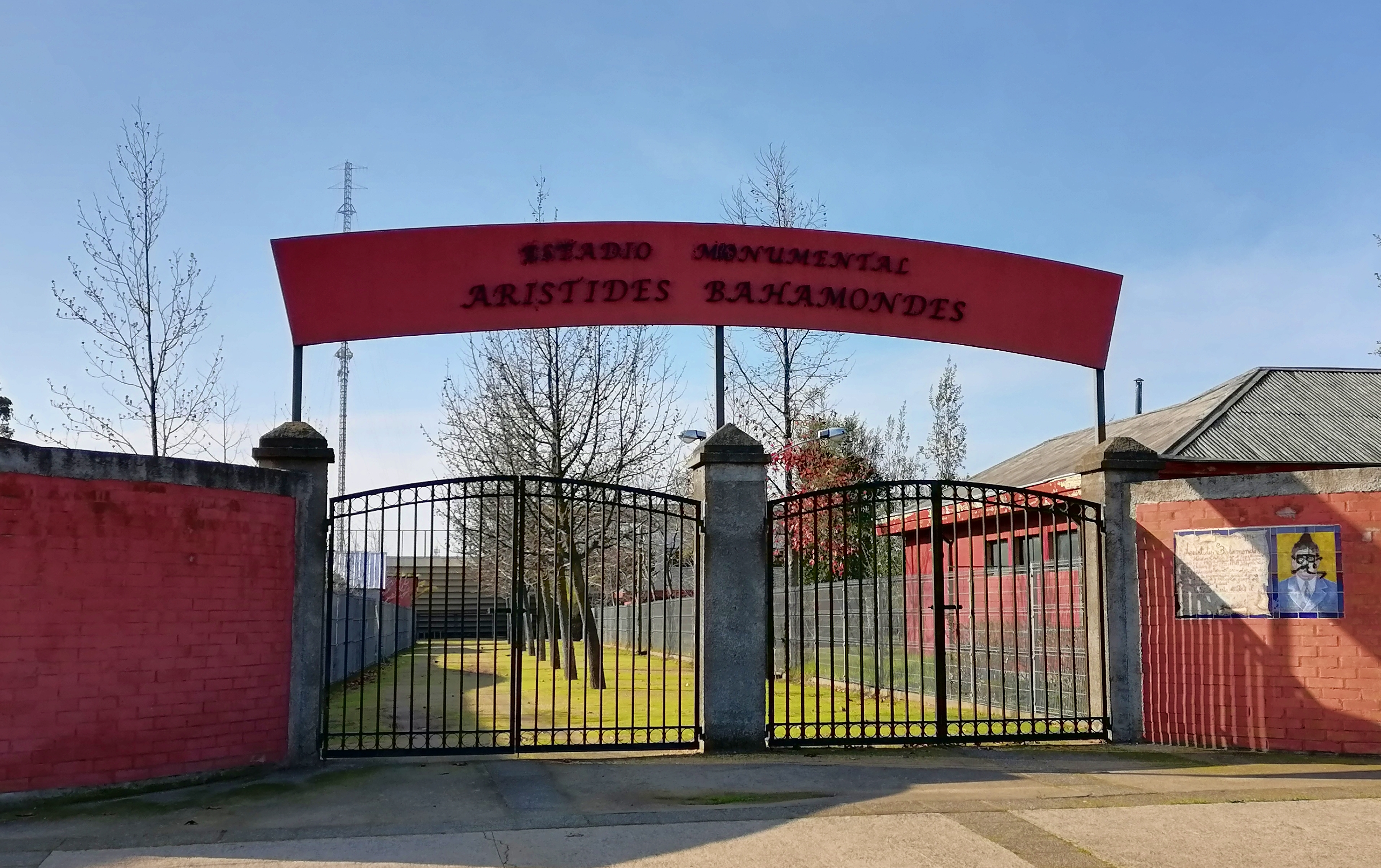
Estadio Monumental Arístides Bahamondes

La comuna cuenta con dos clubes de fútbol (Chillán Viejo y El Sauce) que compiten en la Asociación de Fútbol de Chillán.

### Tenis de Mesa
El tenis de mesa, también conocido como pingpong, es uno de los deportes más galardonados de la comuna, contando con numerosos deportistas destacados a nivel nacional. A nivel institucional es representada por la Asociación Tenis de Mesa Chillán Viejo, que la preside Juan Rohr Bocaz, y está afiliada a la Federación Chilena de Tenis de Mesa (Fechiteme).

## Medios de comunicación

### Radioemisoras
FM
- 107.1 MHz - Radio Atina
- 107.5 MHz - Radio Comunidad
- 107.9 MHz - Radio Visión